# ベリーズの歴史
ベリーズの歴史では、ベリーズの先古典期から現代までの歴史について扱う。 

## 先古典期
- マヤ最古の土器を伴う集落遺跡（前期末～中期/1200B.C.頃～900B.C.頃）

マヤ文明が栄えた地域のなかでも最も古く、先古典期中期でも最も早い時期にオレンジウォーク郡オレンジウォークの西5kmのクエリョ（Cuello）遺跡で、楕円形の基壇を持つ住居跡からなる集落跡が確認され、それに伴う土器はスワジー式土器といい、放射性炭素年代測定法などでマヤ地域で最も古い土器であることが判明した。
- 巨大な建造物とスタッコ人頭神殿の出現（後期/500B.C.頃～A.D.100頃）

先古典期後期になると、紀元前100年頃、ラマナイ(Lamanai)遺跡で、建造物N10-43という、二段の階段状基壇の上にやや小さめに四段の階段状基壇が載るピラミッド神殿が建設され、その規模は、この建物が囲んでいる広場（plaza)の床面から、33mに及んでいる壮大なものであった。そして、この時期独特のマヤの神々の4mに及ぶ漆喰彫刻の顔(スタッコ人頭)が建造物下部の階段の両脇を飾っていた。また、同じようなスタッコ人頭が建造物の基壇につけられる建物は、コロサル郡のセロス（Cerros）遺跡でも確認されている。このほかノームルでも大規模な建築活動が見られた。

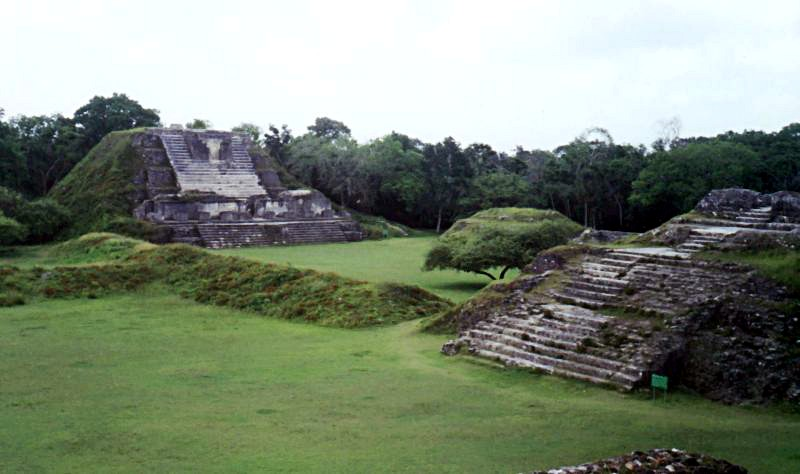
アルトゥン・ハ、PlazaBを囲む神殿群

## 古典期
- テオティワカンの影響（初頭/紀元2世紀頃）

古典期前期については、アルトゥン・ハ（Altun Ha）の墓F8-1で儀式を行った跡が調査され、テオティワカンの紀元2世紀頃の時期の儀式を行った跡と同じ人形型の黒曜石製品と土器が発見された。ほかには、そのような著しくテオティワカンを意識した遺構・遺物は、検出されていない。一方、被葬者の人骨の化学分析結果は、在地マヤ人であるという結果を示したので、この墓や行われた儀式は、テオティワカンの権威に従おうとするアルトゥン・ハの支配者によるものだと推定される。
- カラコルの栄光（A.D.300頃～A.D.900頃）

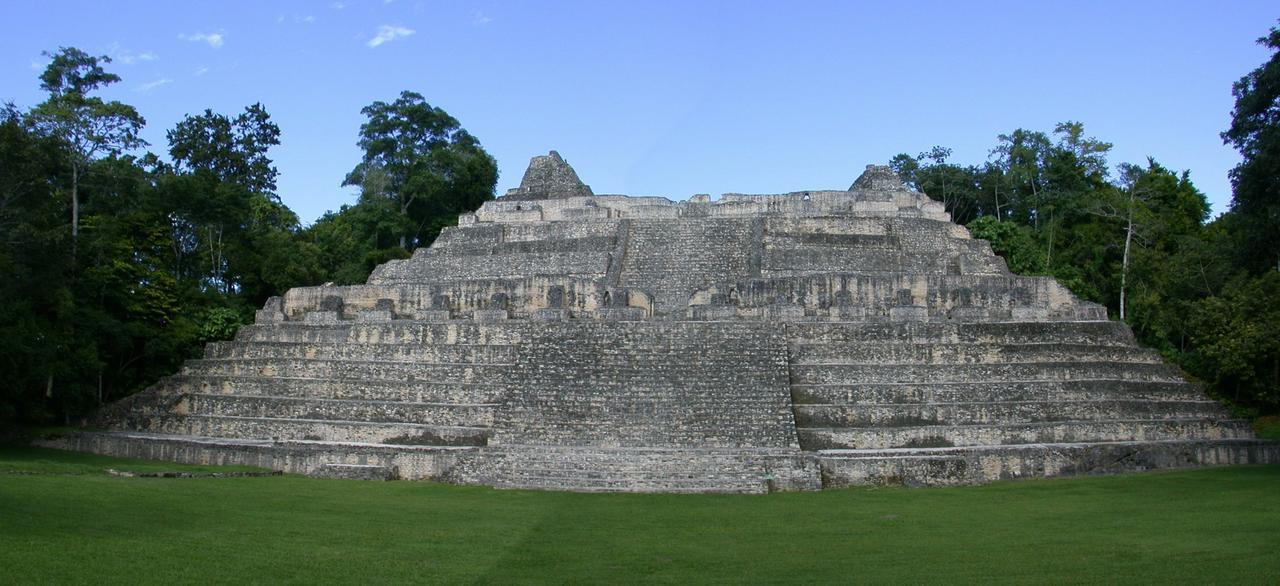
カラコル、Bグループのカーナ基壇。カラコル最大の建造物で遺跡の北側に位置する

ベリーズ南部、現カヨ州のマヤ山地、モパン川の上流に位置する都市国家であったカラコルは、ヤハゥ=テ=キニチ2世（「支配者3」、「水王」とも呼ばれる。）のとき、カンペチェ州にあるカラクムルと同盟し、562年の「星の戦争」でティカルを攻撃して、打ち破った。680年にナランホに攻撃されて破壊され略奪されるまで繁栄した。一方、またラマナイの建造物N10-43は、引き続き古典期でも使用され、先古典期後期の建物の上に7世紀頃（古典期）の建物を覆うようにして築いている。トレド郡ルバアントゥン、カヨ郡のシュナントゥイニチなどの都市も建設された。

## 後古典期
- 続く経済的繁栄（A.D.900～1531）

後古典期になって、グアテマラ北部のペテン低地などの「中部地域」で、マヤの諸都市が放棄されても、ラマナイは、人口の減少が起こらず繁栄を続けた。また、ノームルが復興してユカタン北部の影響を受けた建造物が建設されている。ラマナイのみならずベリーズ国内に見られるこの時期のほかの遺跡でも、儀式が行われた遺構では、マヤパンなどユカタン半島の後古典期の遺跡で出土するものとほぼ同じ香炉が発見されている。これは、チェトウマルという国がこの時期に「ベリーズ」で繁栄していたことと関連していると思われる。また、さんご礁のキーにも、後古典期の遺跡が見られ、鉛釉土器の出土が見られる。プトゥン人のホンジュラス西部のモタグァ川の河口からユカタン半島を周回し、タバスコ州へ抜ける交易路に近かったこと、カカオ豆の産地だったことなどで衰退せずにすんだと思われる。
1527年、ユカタンの征服者として知られるフランシスコ・デ・モンテーホが、チェトゥマルの中心地を訪れたときには、2000もの家屋を目撃したという記録がある。

## スペイン植民地時代とイギリス人の入植
1531年以降、モンテホの部下たちスペイン人との争いの中で、「ベリーズ」のマヤ人の勢力は17世紀初頭にかけて徐々に衰退していく。「ベリーズ」の地はグアテマラの総督府の管轄に組み入れられたものの、ペテン低地の密林地帯の彼方にある辺境の地であったため、グアテマラ総督の施政権が事実上及んでいなかった。そのため、1638年にイギリスの武装船団が到達して、ベリーズ・シティ沖にある小島セント・ジョージに勝手に入植を始めた。グアテマラ総督府は、軍隊を派遣して一時的にイギリス人を追放したが、1660年には、イギリス船団の首領バルトロマイ・シャープがマホガニーやアカミノキというマメ科の樹木の伐採を始めて、その木材をイギリス本国に売り始めた。ベリーズ定住の既成事実が世代交代を重ねて作られていったので、イギリス政府は、外交の場にこの既成事実を提出、1763年のパリ条約、1783年のヴェルサイユ条約を通じてスペインに妥協を強いて、「ベリーズ」を自由に使用収益させることを認めさせた。1784年以後、人口増大などの理由で、対岸のベリーズ・シティに移転した。1798年にイギリス入植者たちがスペイン軍を破って事実上のイギリス植民地となった。

## イギリス植民地時代
- グアテマラとイギリスの「ベリーズ」領有をめぐる交渉（A.D. 1798～1884）

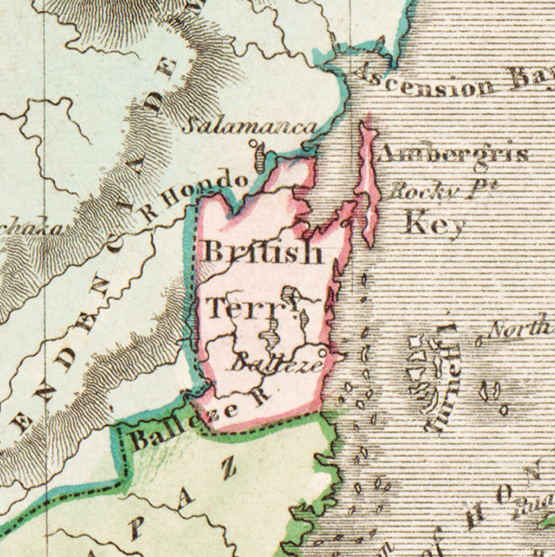
1831

その後、1821年にグアテマラが独立すると、「ベリーズ」について、イギリスの「ベリーズ」支配は、不法占拠であって、スペイン統治時代の全ての権利はグアテマラに継承されていると主張して、ただ主張するのみならず国境沿いに軍隊を展開させたこともあった。
カースト戦争（1847年-1901年）。1859年にイギリスとグアテマラが「ベリーズ」の領有をめぐって交渉を開始し、イギリスがグアテマラ・シティからカリブ海までの道路を建設する代わりに、グアテマラに「ベリーズ」の使用収益権を認めさせたが、イギリスは、道路を建設せず、グアテマラは使用収益権を認めただけだった状態が続く一方で、イギリスは、意識的に入植者を増やし、1862年には、ジャマイカ総督管轄下のイギリス王室植民地として「英領ホンジュラス」を宣言した。1884年にジャマイカから離れて単独のイギリス植民地となった。
- 英領ホンジュラスからベリーズ独立へ（A.D. 1884～1981）

1950年代に入ってから「ベリーズ」の民衆に独立の気運が高まっていった。人民連合党（PUP）が誕生し、1954年、憲法が定められ、成人に選挙権が認められた。1957年の普通選挙によって自治権を獲得、1960年には、総督のもとに行政院と立法会議が設立された。1963年には自治政府が認められたが、あくまでも自国領を主張するグアテマラとイギリスとの間で独立について交渉が決裂した。1972年以降、この「ベリーズ」問題は国連総会の議題に上るようになった。1972年に首都はベリーズ・シティから内陸のベルモパンに遷都された。1973年1月、「ベリーズ」の国名の名乗りをあげたが、その独立は、1980年の国連総会、1981年9月まで持ち越された。
最終的に、イギリス連邦加盟国として独立。政治体制はイギリス国王を元首に戴く英連邦王国を選択した。

## グアテマラとの国交回復から現在へ
1986年11月、グアテマラは、ベリーズの領有権放棄と独立の承認を宣言し、1991年には、安全保障協定について基本的な合意が成立し、グアテマラとの国交が回復した。